# علی عبداللهی (نظامی)
علی عبداللهی علی‌آبادی (زادهٔ ۱۳۳۸) سرتیپ سپاه پاسداران انقلاب اسلامی است که از سال ۱۳۹۵ به‌عنوان معاون هماهنگ‌کننده ستاد کل نیروهای مسلح فعالیت می‌کند.
وی پس از وقوع انقلاب ۱۳۵۷ به عضویت کمیته انقلاب اسلامی درآمد و در پی شکل‌گیری سپاه پاسداران انقلاب اسلامی، در اردیبهشت ۱۳۵۸ به این نهاد پیوست و در طول جنگ ایران و عراق از اعضای این نهاد بود. او از ۱۳۶۶ تا ۱۳۷۰ فرمانده لشکر ۱۶ قدس (گیلان) بود و در فاصله سال‌های ۱۳۷۶ تا ۱۳۸۰ به عنوان جانشین فرمانده نیروی هوایی سپاه پاسداران فعالیت می‌کرد. وی از ۱۳۸۰ تا ۱۳۸۱ معاون هماهنگ‌کننده نیروی انتظامی بود و در فاصله سال‌های ۱۳۸۱ تا ۱۳۸۴ جانشینی فرمانده نیروی انتظامی را برعهده داشت و برای مدت کوتاهی در سال ۱۳۸۴ نیز سرپرست فرماندهی نیروی انتظامی بود.
عبداللهی در دولت نهم از ۱۳۸۴ تا ۱۳۸۶ استاندار سمنان و از ۱۳۸۶ تا ۱۳۸۸ نیز استاندار گیلان بود. او در دولت دهم از ۱۳۸۸ تا ۱۳۹۳ به‌عنوان معاون امنیتی و انتظامی وزارت کشور فعالیت می‌کرد. وی در فاصله سال‌های ۱۳۹۳ تا ۱۳۹۵ معاون آماد، پشتیبانی و تحقیقات صنعتی ستاد کل نیروهای مسلح بود. دی‌ماه ۱۳۹۸ وزارت خزانه‌داری آمریکا عبداللهی را به دلیل پیشبرد اهداف بی‌ثبات‌کننده حکومت در منطقه و جهان در فهرست تحریم‌ها قرار داد.

## زندگی‌نامه
علی عبداللهی گیلانی است و در سال ۱۳۳۸ در روستای علی‌آباد واقع در شهرستان رودبار، استان گیلان زاده شد.  وی پس از وقوع انقلاب ۱۳۵۷، در اواخر سال ۱۳۵۷ به کمیته انقلاب اسلامی پیوست و در بدو تشکیل سپاه پاسداران انقلاب اسلامی در اردیبهشت ۱۳۵۸ به عضویت این نهاد درآمد. با شروع ناآرامی‌های غرب کشور، به کردستان رفت و با آغاز جنگ ایران و عراق، به عنوان مسئول سپاه در محور سرپل ذهاب، به این منطقه اعزام شد و تا سال ۱۳۶۶ به‌عنوان نیروی اطلاعات و عملیات در قرارگاه‌های مختلف سپاه در جنوب فعالیت می‌کرد و در مجموع سابقه ۹۶ ماه حضور فعال در جنگ را در سوابقش دارا می‌باشد. وی در سال ۱۳۶۵ دوره دافوس را در دانشگاه فرماندهی و ستاد آجا گذراند و از ۱۳۶۶ تا ۱۳۷۰ فرماندهی لشکر ۱۶ قدس (گیلان) را برعهده داشت. او در سال ۱۳۶۹ درجه سرتیپی دریافت کرد.

## سوابق
از سوابق کاری علی عبداللهی می‌توان به موارد زیر اشاره کرد:
- فرمانده لشکر ۱۶ قدس گیلان
- رئیس ستاد نیروی زمینی سپاه پاسداران (معاون هماهنگ‌کننده نیروی زمینی سپاه)
- رئیس اداره بازرسی سپاه پاسداران انقلاب اسلامی
- جانشین فرمانده نیروی هوایی سپاه پاسداران
- معاون هماهنگ‌کننده نیروی انتظامی جمهوری اسلامی ایران
- جانشین فرمانده نیروی انتظامی جمهوری اسلامی ایران
- سرپرست فرماندهی نیروی انتظامی
- استاندار گیلان
- استاندار سمنان
- معاونت امنیتی و انتظامی وزارت کشور ایران
- معاون آماد، پشتیبانی و تحقیقات صنعتی ستاد کل نیروهای مسلح
- معاون هماهنگ‌کننده ستاد کل نیروهای مسلح[۱۳]

## تحریم
روز جمعه ۲۰ دی ۱۳۹۸ اداره کنترل دارایی‌های خارجی وزارت خزانه‌داری آمریکا موسوم به اوفک علی عبداللهی و هفت مقام ارشد جمهوری اسلامی را به دلیل پیشبرد اهداف بی‌ثبات‌کننده حکومت در منطقه و جهان در فهرست تحریم‌ها قرار داد.